# Carl Schreiber (Landrat)
Carl Daniel Schreiber (* 23. November 1834 in Bielefeld; † 29. April 1910 in Stettin-Nemitz) war ein deutscher Verwaltungsjurist.

## Leben

### Familie
Schreiber war ein Sohn des Heinrich Schreiber, Staatsanwalt in Bielefeld. Er heiratete am 20. November 1862 Henriette Mathilde Emilie Delius. Aus dieser Ehe gingen fünf Kinder hervor. Während des Deutschen Krieges 1866 war er Premierleutnant.

### Werdegang
Schreiber studierte Rechtswissenschaften an der Friedrichs-Universität Halle und der Friedrich-Wilhelms-Universität Berlin. Am 25. September 1957 wurde Schreiber als Gerichtsreferendar am Kreisgericht in Bielefeld vereidigt. Ab 8. April 1959 nahm er eine Tätigkeit als Regierungsreferendar bei der Regierung Minden auf. Dort wurde er am 30. Juni 1862 zum Regierungsassessor ernannt. Vom 2. September 1862 bis 1866 war er in diesem Rang bei der Regierung Sigmaringen beschäftigt. Ab 16. November 1866 war Schreiber kommissarischer Landrat des Landkreises Hamm.
Nachdem im Folgejahr der Untertaunuskreis aus den nassauischen Ämtern Langenschwalbach, Wehen und Idstein neu gebildet worden war, wurde Schreiber ab 28. Juni 1867 dessen erster Landrat. Sein Dienstsitz war Langenschwalbach. Zunächst nur kommissarisch ernannt, wurde er am 23. März 1868 endgültig Landrat des Untertaunuskreises. Zum 1. November 1877 wurde er als kommissarischer Landrat in den Landkreis Marburg versetzt und dort am 4. Mai 1878 als endgültiger Landrat bestätigt. Darüber hinaus gehörte er dem Nassauischen Kommunallandtag in Wiesbaden und dem Provinziallandtag der Provinz Hessen-Nassau an. Am 28. Juni 1886 wurde er zum Oberregierungsrat ernannt und zur Regierung in Stettin versetzt.
Im Ruhestand verfasste Schreiber Schriften betreffend die deutschen Kolonien.

## Veröffentlichungen
- Beschreibung des Untertaunuskreises nebst statistischen Mitteilungen aus dem Kreis. (…), Schwalbach 1872.
- Die preussischen Eisenbahnen und ihr Verhältnis zum Staat 1834–1874. Verlag von Ernst & Korn (Gropius´sche Buchhandlung), Berlin 1874.
- Die Verwaltungsreform in Hessen-Nassau. Verlag Elwert, Marburg 1883.
- Die neuen preußischen Verwaltungsgesetze mit Erläuterungen für die Provinz Hessen-Nassau. Verlag Elwert, Marburg 1886.